# Barásoain
Barásoain là một đô thị trong tỉnh và cộng đồng tự trị Navarre, Tây Ban Nha. Đô thị này có diện tích là 14,047 ki-lô-mét vuông, dân số năm 2007 là 561 người.
Đô thị nằm ở độ cao 523 m trên mực nước biển, cách tỉnh lỵ 25 km về phía nam.

## Biến động dân số
| Biến động dân số                                        | Biến động dân số | Biến động dân số | Biến động dân số | Biến động dân số | Biến động dân số | Biến động dân số | Biến động dân số | Biến động dân số | Biến động dân số | Biến động dân số |
| 1996                                                    | 1998             | 1999             | 2000             | 2001             | 2002             | 2003             | 2004             | 2005             | 2006             | 2007             |
| ------------------------------------------------------- | ---------------- | ---------------- | ---------------- | ---------------- | ---------------- | ---------------- | ---------------- | ---------------- | ---------------- | ---------------- |
| 465                                                     | 456              | 459              | 443              | 465              | 474              | 478              | 531              | 544              | 554              | 561              |
| Nguồn: Barásoain et instituto de estadística de navarra |                  |                  |                  |                  |                  |                  |                  |                  |                  |                  |